# 甘雪玲
甘雪玲為澳門政治及社運人士，現為新澳門學社理事長。

## 生平

### 早年生涯
甘雪玲成長於1980年代澳門筷子基，分別就讀青洲小學和勞校中學。傳統的親共陣營教育沒有特別培養出她愛中國的心態。在勞校高中畢業，甘雪玲入讀澳門大學教育學院中文系。

### 踏足政治
畢業後，她在學校任教，其間建制社團參加了青年聯合會舉辦的青年議政訓練計劃，成為她政治的起點。經認識澳門民主派和建制派的人物後，甘雪玲發現雙方風格各異，民主派「對社會時事的批評真是有話說話，毫不修飾」。2011年，她參與每年5月1日舉行的五一遊行，與500位教師一同抗議政府忽視私校教師的壓力和福利。後來還在聖心小學任教的她於2013年起加入新澳門學社的工作。

### 2013年五一遊行
2013年5月1日，澳門多個團發起每年一度的五一遊行，甘雪玲亦有參與其中。當日為雨天，其衣著為白色上衣和短裙，其濕身照則在網上瘋傳和討論，有人冠之以「社運女神」、「迷你裙女孩」或是「民主女神」之名，亦有少數保守者批評其“衣著暴露”。此事反映澳門在公共領域中男女的不平等，以及相當一部分澳門人性別意識的缺乏。後來，她所任教的學校不與她續約，使她轉到其他學校任教。

### 全職政治
2017年，甘雪玲有感要參與新澳門學社的選舉工程又要維持其教育工作難以兼顧。故選擇辭職全身參與學社事務。同年11月，甘雪玲經理事會投票，接替鄭明軒當選為新澳門學社理事長。

### 懷疑被國安跟蹤騷擾
2019年12月18日至20日，中國國家主席習近平訪問澳門，出席澳門政權移交20周年的慶祝活動。澳門當局其間減少了來往港澳的船隻班次，又拒絕多名香港傳媒記者入境澳門。18日晚，甘雪玲於其Facebook發文，指自17日起，有五至六名懷疑是便衣國安人員於澳門新學社辦事處門外徘徊。至18日晚，甘雪玲離開辦事處，被兩人駕電單車跟踪，並以「靚女，去邊呀？一齊去飲野丫」等言語騷擾。